# 2309 Mr. Spock
2309 Mr. Spock (tên chỉ định: 1971 QX1) là một tiểu hành tinh vành đai chính được phát hiện ngày 16 tháng 8 năm 1971 bởi James B. Gibson, một nhà thiên văn học chuyên nghiên cứu về sao chổi, tiểu hành tinh, và Ngân Hà, ở Trạm Yale-Columbia ở El Leoncito, Argentina. Nó có đường kính khoảng 21 km.